# Andrea Breit
Andrea Breit (geboren 8. April 1963 in München) ist eine deutsche Juristin, Richterin und Gerichtspräsidentin. Nach leitenden Tätigkeiten in verschiedenen Behörden sowie als Richterin und Vorsitzende Richterin wurde sie am 1. Juli 2014 zur Präsidentin des Verwaltungsgerichts München ernannt. Am 13. Januar 2020 wurde die Juristin zur Präsidentin des Bayerischen Verwaltungsgerichtshofs berufen. Sie führt damit als erste Frau das höchste Gericht in der Verwaltungsgerichtsbarkeit im Bundesland Bayern.

## Ausbildung
Nach dem Abitur studierte Andrea Breit Jura und beendete das Studium mit dem ersten Staatsexamen. Nach dem Referendariat absolvierte sie am 7. Juli 1993 das zweite Staatsexamen.

## Karriere
Am 1. Oktober 1993 begann Andrea Breit als Richterin auf Probe ihre Laufbahn beim Verwaltungsgericht München. Sie war in Kammern mit den Rechtsgebieten Feuerbeschau, Natur- und Landschaftsschutz, Zweckentfremdungsrecht, Wohnungsaufsichtsgesetz, Raumordnung und Landesplanung, Baurecht, Städtebauförderung, Denkmalschutz- und Abmarkungsrecht, Asylverfahrensgesetz, Energie-, Atom- und Strahlenschutzrecht, Bundesfernstraßengesetz und Eisenbahnverkehrsrecht tätig.

### Referentin im Bayerischen Innenministerium
Am 1. Mai 1996 wurde sie zur Regierungsrätin ernannt und in das Beamtenverhältnis auf Lebenszeit übernommen. Im Staatsministerium des Innern war sie als juristische Referentin im Sachgebiet Ausländerrecht/Petitionsausschuss eingesetzt.
Zum 1. Januar 1998 folgte ihre Ernennung zur Oberregierungsrätin.

### Tätigkeiten in Behörden
Ab dem 1. Juli 1998 leitete sie die Abteilung Kommunal- und Sozialwesen im Landratsamt des Landkreises Starnberg.
2001 wechselte Andrea Breit zur Landesanwaltschaft Bayern. Im Anschluss an eine Teilnahme am ressortübergreifenden Lehrgang für Verwaltungsführung der Staatskanzlei kehrte sie 2003 vorübergehend an das Verwaltungsgericht München zurück.
Am 4. August 2003 wurde Andrea Breit dann in das Richterverhältnis auf Lebenszeit berufen und an die Bayerische Staatskanzlei abgeordnet. Dort war sie in der Stabsstelle Verwaltungsreform insbesondere für Innere Verwaltung, Regierungen, Polizei und Gerichtsbarkeit zuständig.

### Richterin und Vorsitzende Richterin am Bayerischen Verwaltungsgerichtshof
Ab dem 1. Oktober 2005 war Andrea Breit Richterin im 11. Senat des Bayerischen Verwaltungsgerichtshofs, der Verfahren aus den Bereichen Verkehrsrecht, Recht der Fahrerlaubnisse einschließlich Fahrerlaubnisprüfungen, Personenbeförderungsrecht, Güterkraftverkehrsrecht, Asylrecht, Enteignungsrecht, Flüchtlings- und Vertriebenenrecht führte. Ebenso war sie dort im 15. Senat in Verfahren zum  Bauplanungs- und Bauordnungsrecht, Denkmalschutz, Wohnungseigentumsgesetz, Asylrecht, Recht der Bundesbeamten sowie Soldatenrecht eingesetzt. Sie fungierte auch als Gerichtssprecherin.
Am 12. Juni 2013 wurde sie Vorsitzende Richterin im 11. Senat.

### Präsidentin des Verwaltungsgerichts München
Nach knapp neun Jahren am Bayerischen Verwaltungsgerichtshof wurde Andrea Breit am 1. Juli 2014 zur Präsidentin des Verwaltungsgerichts München ernannt. Sie führte den Vorsitz in der 1. Kammer, die  Verfahren aus den Gebieten Feuerbeschau, Zweckentfremdungsrecht, Raumordnung und Landesplanung, Baurecht, Städtebauförderungsrecht, Anschlussrecht Was-ser/Abwasser, Denkmalschutzrecht, Abgeschlossenheitsbescheinigungen und Abgrabungsgesetz führte.

### Präsidentin des Bayerischen Verwaltungsgerichtshofes
Am 13. Januar 2020 wurde Andrea Breit vom Ministerrat zur Präsidentin des Bayerischen Verwaltungsgerichtshofs ernannt. Mit Andrea Breit steht erstmals in der Geschichte dieses Gerichts eine Frau an der Spitze. Sie leitet damit eine Behörde mit 71 Richterinnen und Richtern und einer vergleichbaren Zahl weiterer Mitarbeiterinnen und Mitarbeiter in der Gerichtsverwaltung.
Als Präsidentin des VGH ist Breit qua Amt zudem Mitglied des siebenköpfigen Verwaltungsrats des Bayerischen Rundfunks, des zentralen Entscheidungs- und Kontrollgremiums des Bayerischen Rundfunks. Im Verwaltungsrat hat Breit die Funktion als Personalberichterstatterin.
Innenminister Joachim Herrmann bescheinigte der Juristin eine „breit gestreute Querschnitts- und Führungserfahrung“ und „herausragende Leistungen“. Die größte Herausforderung in dieser neuen Position ist in Andrea Breits Augen die geplante Digitalisierung. Die elektronische Gerichtsakte solle möglichst schnell eingeführt werden.